# Onaka
För andra betydelser, se Onaka (olika betydelser).
Onaka är en ort (town) i Faulk County i delstaten South Dakota i USA. Orten hade 13 invånare, på en yta av 0,70 km² (2020).
Onaka grundades 1907 som en station vid järnvägslinjen mellan orterna Conde och LeBeau i South Dakota. Järnvägstrafiken till Onaka upphörde 1940.